# 廣田衣世
廣田 衣世（ひろた きぬよ、1971年 - ）は、日本の児童文学作家。島根県安来市出身。武蔵野女子短期大学を卒業した。
2001年、「ぼくらの縁結び大作戦」で第18回福島正実記念SF童話賞大賞を受賞しデビューした。
2003年、『はっけよい、マメ太!』で第12回小川未明文学賞優秀賞を受賞した。
出身地である島根県や出雲神話を題材にした作品を多く手がける。

## 作品

### 単行本
- ぼくらの縁むすび大作戦（2001年12月、岩崎書店）
- びっくり そっくり しゃっくり ようかん（2004年7月、毎日新聞社）
- ミズモ ひみつの剣をとりかえせ!（2006年3月、毎日新聞社）
- 蓮の奥出雲戦記 ヤマタノオロチ復活（2009年10月、岩崎書店）
- あま～いおかしに ご妖怪?（2015年4月、あかね書房）

### 共著
「」内が収録されている廣田衣世の作品
- メリーゴーランド 創作童話集（2000年12月、本高砂屋） 「貧乏神が食べたもの」
- 島根の童話 愛蔵版県別ふるさと童話館32（2001年1月、リブリオ出版） 「ハルバアチャンの安来節」
- 命を食べるおじいちゃん 平成うわさの怪談15（2005年3月、岩崎書店） 「さがしもの、みーつけた…」
- 闇に光る目 平成うわさの怪談18（2006年1月、岩崎書店） 「雨のふる晩、ぼくのペットは…」
- 暗い沼からよぶ声 平成うわさの怪談24（2007年3月、岩崎書店） 「暗闇からのささやき」
- 心はいつも名探偵 きみも名探偵6（2008年2月、偕成社） 「オロチ神楽の暗号をとけ!」
- ちゃっかりハムスター 動物だいすき!5（2008年3月、岩崎書店） 「ぼくと夜の守り神」

### 作詞
- 松江舟唄（作詞：廣田衣世／藤岡大拙、作曲：杵屋五司郎、歌：長山洋子）